# Mont-Saint-Martin (Meurthe-et-Moselle)
Pour les articles homonymes, voir Mont-Saint-Martin.
Mont-Saint-Martin est une commune française située dans le département de Meurthe-et-Moselle en région Grand Est. Elle fait partie de la communauté d'agglomération de Longwy.
La commune a longuement tiré sa richesse et sa notoriété de par l'industrie métallurgique et sidérurgique qui s'est arrêtée dans cette région à la fin du XXe siècle avec la crise de la sidérurgie dans le bassin lorrain.
Elle a pour particularité d'être située au point de rencontre de deux frontières françaises : celle avec la Belgique et celle avec le Grand-duché de Luxembourg. Le tripoint Belgique-France-Luxembourg se situe au nord-est de la commune, jouxtant Athus (province de Luxembourg, Belgique) et Rodange (canton d'Esch-sur-Alzette, Grand-duché de Luxembourg).
Ses habitants sont les Saint-Martinois.

## Géographie

### Localisation

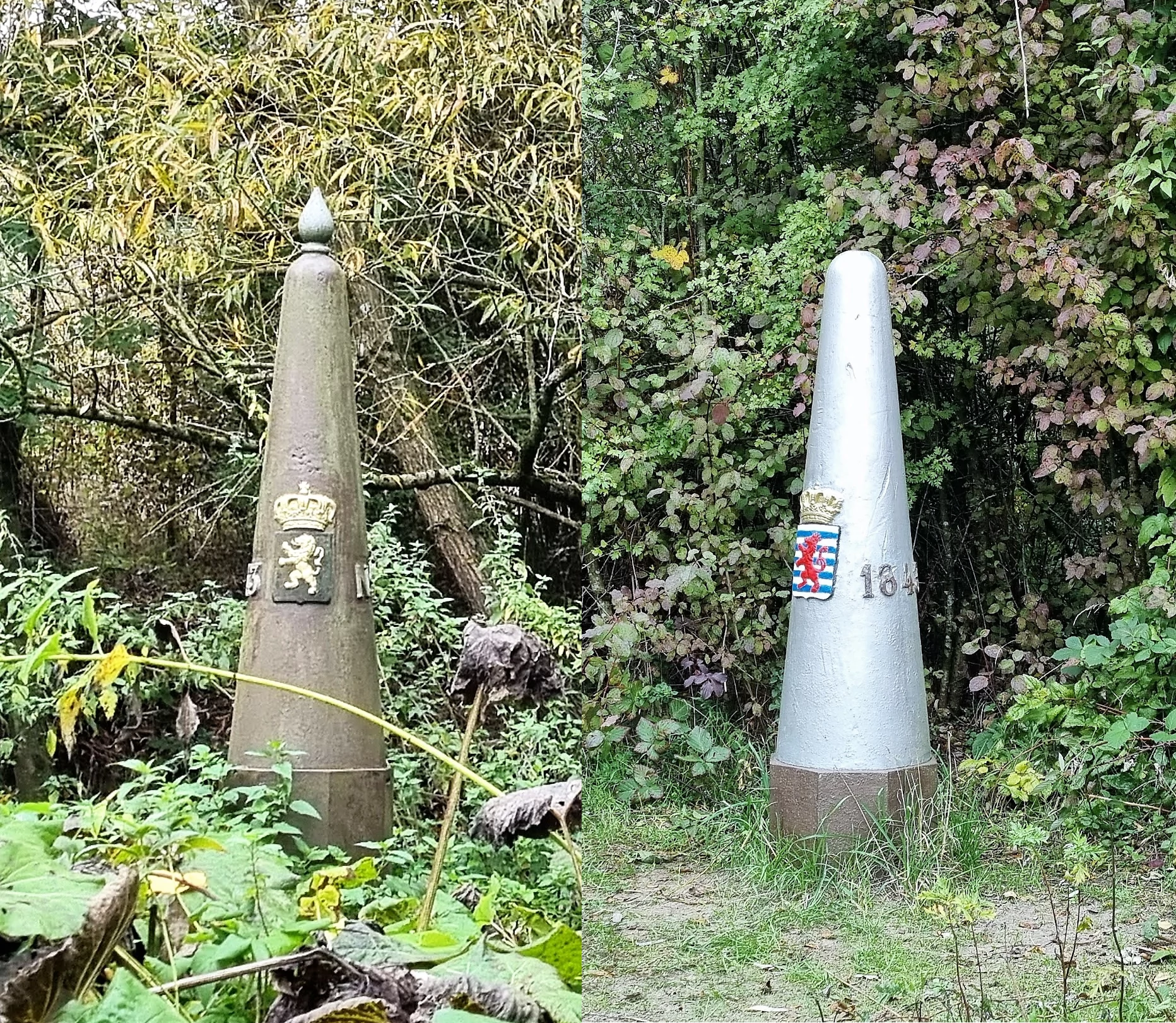
Les bornes-frontières au tripoint, à gauche la Belge, à droite la Luxembourgeoise.

La commune est délimitée à l’ouest et au nord par la frontière franco-belge, ainsi qu’à l’est par les frontières belge et luxembourgeoise où se trouve le tripoint Belgique-France-Luxembourg, sur le cours de la Chiers, un affluent de la Meuse.

### Communes limitrophes
Les communes limitrophes sont  Aubange, Cosnes-et-Romain, Longlaville, Longwy et Pétange.
|                  | Aubange (be)      |                        |
|                  | Mont Saint Martin | La Chiers Pétange (lu) |
| Cosnes-et-Romain | Longwy            | Longlaville            |

### Géologie et relief
L'église Saint-Martin dont la ville tient son nom se trouve sur une butte-témoin remarquable
La cuesta de la Chiers orientée ouest-est : partant de l'Othain aux alentours de Marville vers Longwy, qui est bordée par la Chiers.

### Hydrographie

#### Réseau hydrographique
La commune est dans le bassin versant de la Meuse au sein du bassin Rhin-Meuse. Elle est drainée par la Chiers, le ruisseau des Chinettes et le ruisseau le Brull,,.
La Chiers, d'une longueur de 127 km, prend sa source dans la commune  et se jette  dans la Meuse à Remilly-Aillicourt, après avoir traversé 46 communes. La partie occupée aujourd'hui par le Val-Saint-Martin était autrefois marécageuse et pouvait recevoir la Chiers en crue.

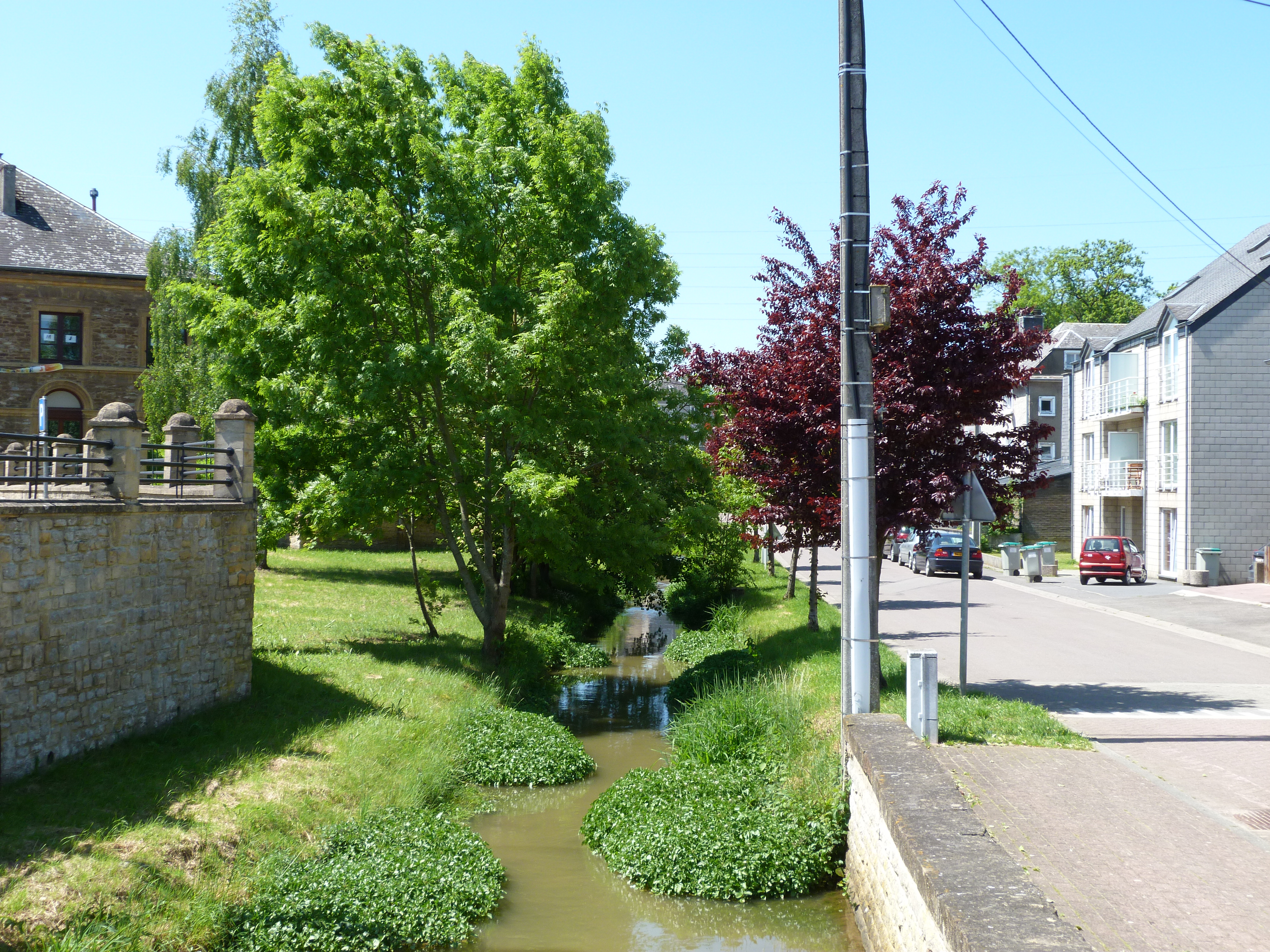
Le ruisseau du Brull.
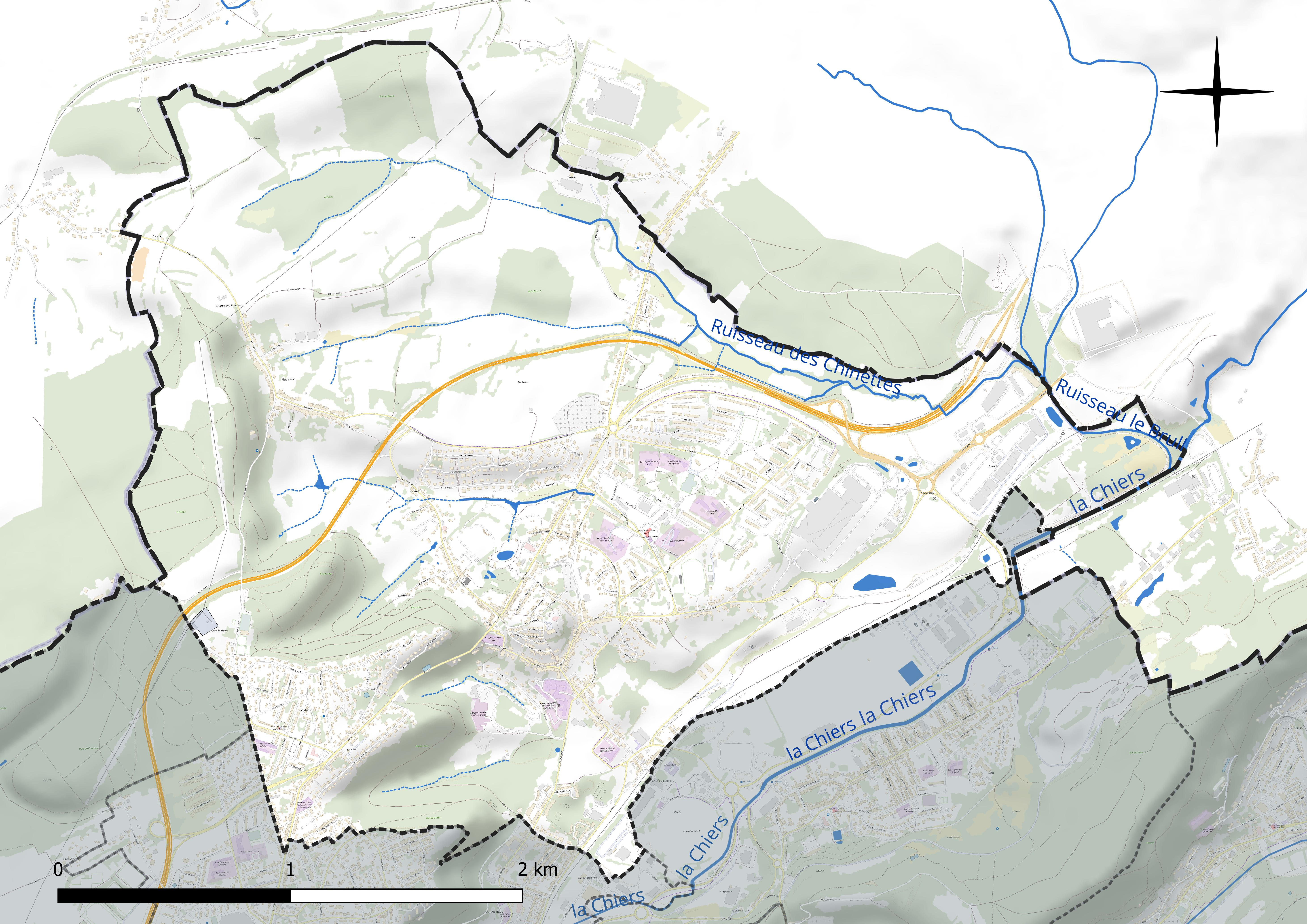
Réseau hydrographique de Mont-Saint-Martin.

#### Gestion et qualité des eaux
Le territoire communal est couvert par le schéma d'aménagement et de gestion des eaux (SAGE) « Bassin ferrifère ». Ce document de planification concerne le périmètre des anciennes galeries des mines de fer, des aquifères et des bassins versants hydrographiques associés qui s’étend sur 2 418 km2. Les bassins versants concernés sont celui de la Chiers en amont de la confluence avec l'Othain, et ses affluents (la Crusnes, la Pienne, l'Othain), celui de l'Orne et ses affluents et celui de la Fensch, le Veymerange, la Kiesel et les parties françaises du bassin versant de l'Alzette et de ses affluents (Kaylbach, ruisseau de Volmerange). Il a été approuvé le 27 mars 2015. La structure porteuse de l'élaboration et de la mise en œuvre est la région Grand Est.
La qualité des cours d’eau peut être consultée sur un site dédié géré par les agences de l’eau et l’Agence française pour la biodiversité.

### Climat
Pour des articles plus généraux, voir Climat du Grand Est et Climat de Meurthe-et-Moselle.
En 2010, le climat de la commune est de type climat de montagne, selon une étude du Centre national de la recherche scientifique s'appuyant sur une série de données couvrant la période 1971-2000. En 2020, Météo-France publie une typologie des climats de la France métropolitaine dans laquelle la commune est exposée à un climat semi-continental et est dans la région climatique Lorraine, plateau de Langres, Morvan, caractérisée par un hiver rude (1,5 °C), des vents modérés et des brouillards fréquents en automne et hiver.
Pour la période 1971-2000, la température annuelle moyenne est de 9,4 °C, avec une amplitude thermique annuelle de 16 °C. Le cumul annuel moyen de précipitations est de 923 mm, avec 13,5 jours de précipitations en janvier et 9,8 jours en juillet. Pour la période 1991-2020, la température moyenne annuelle observée sur la station météorologique de Météo-France la plus proche, « Villette », sur la commune de Villette à 18 km à vol d'oiseau, est de 10,1 °C et le cumul annuel moyen de précipitations est de 909,4 mm. 
La température maximale relevée sur cette station est de 39 °C, atteinte le 25 juillet 2019 ; la température minimale est de −14,8 °C, atteinte le 20 décembre 2009,,.
Les paramètres climatiques de la commune ont été estimés pour le milieu du siècle (2041-2070) selon différents scénarios d'émission de gaz à effet de serre à partir des nouvelles projections climatiques de référence DRIAS-2020. Ils sont consultables sur un site dédié publié par Météo-France en novembre 2022.

## Urbanisme

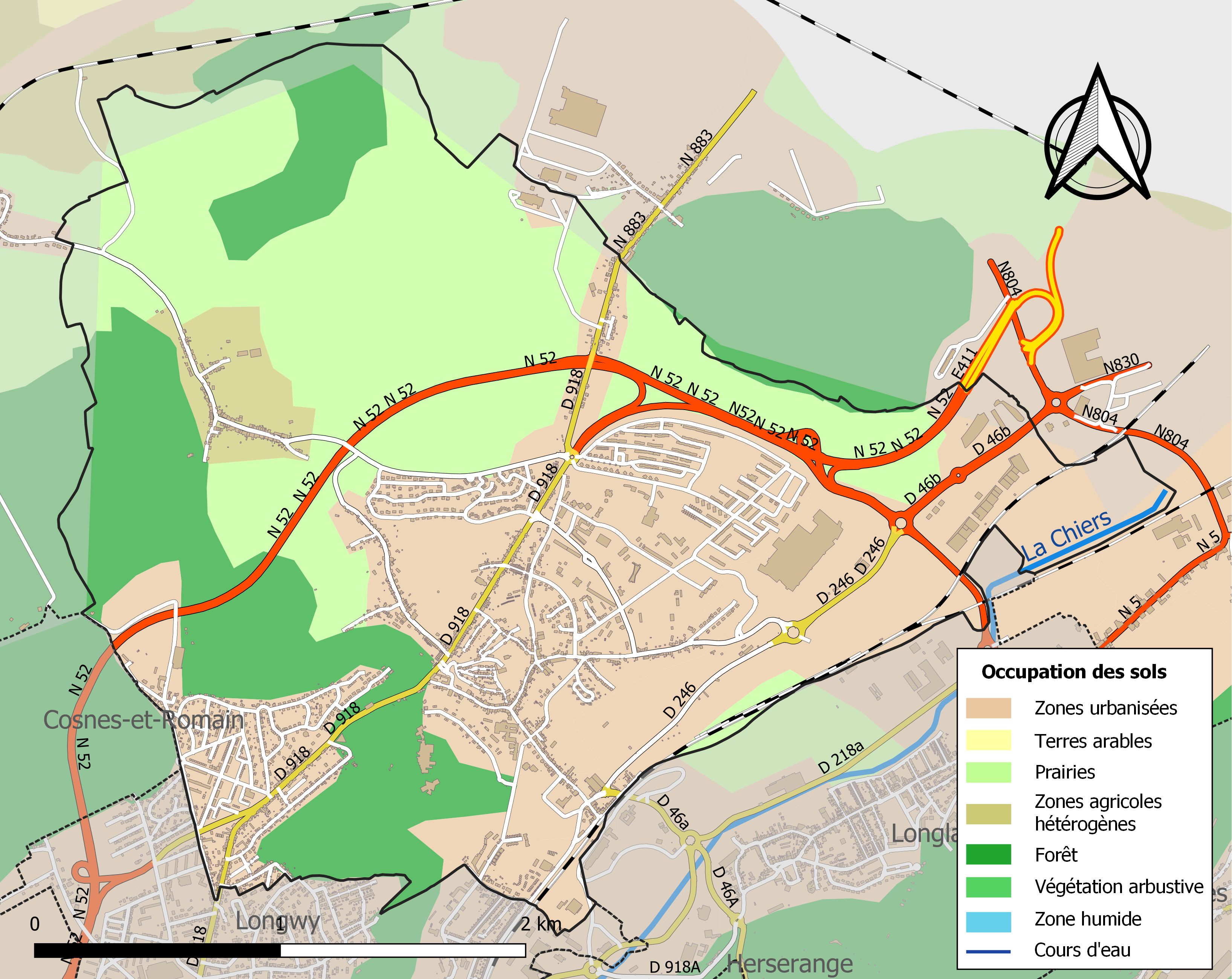
Carte des infrastructures et de l'occupation des sols de la commune en 2018 (CLC).

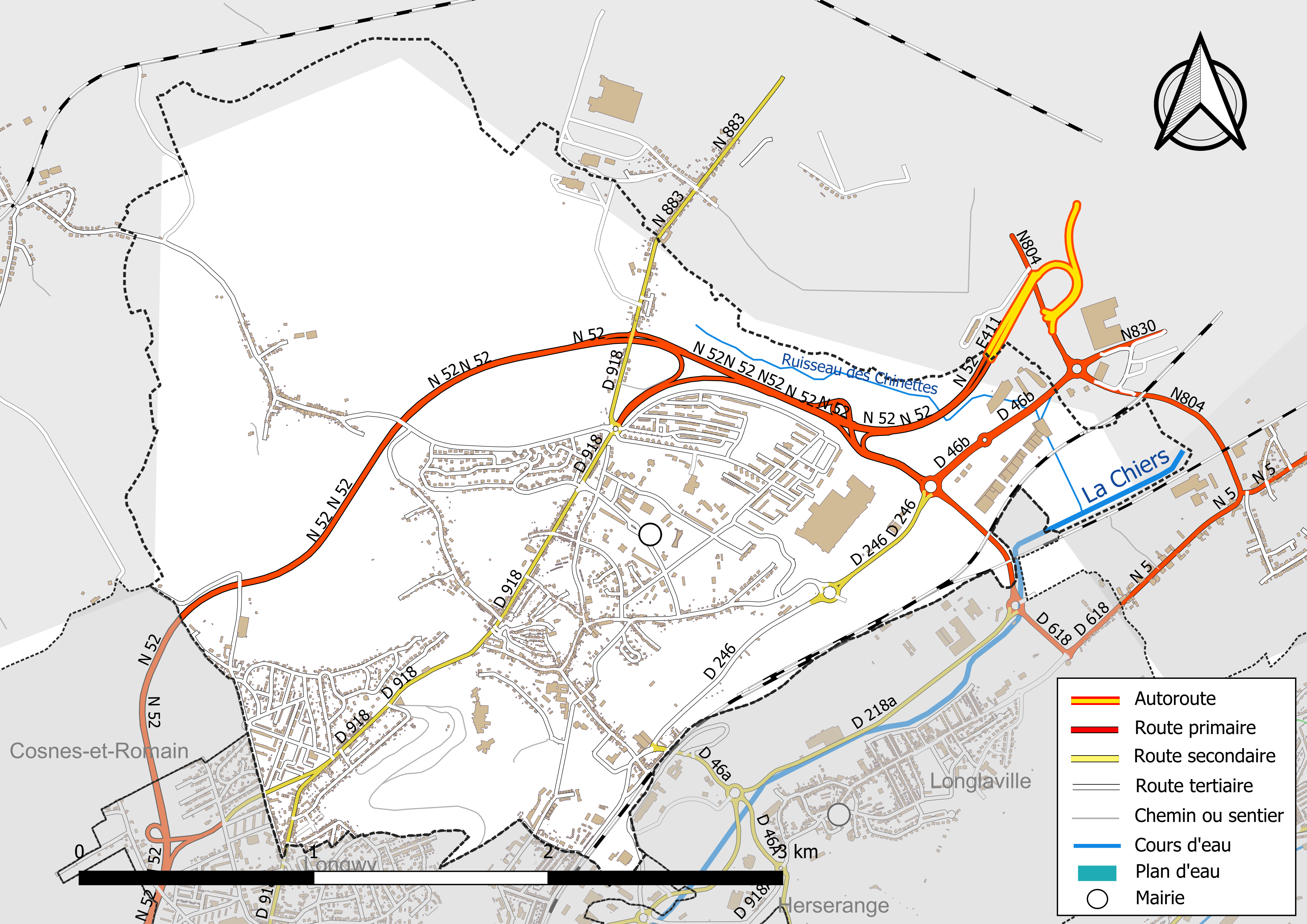
Carte hydrographique et des infrastructures de transport en 2022.

### Typologie
Au 1er janvier 2024, Mont-Saint-Martin est catégorisée centre urbain intermédiaire, selon la nouvelle grille communale de densité à sept niveaux définie par l'Insee en 2022.
Elle appartient à l'unité urbaine de Longwy (partie française), une agglomération internationale regroupant onze  communes, dont elle est ville-centre,,. Par ailleurs la commune fait partie de l'aire d'attraction de Longwy, dont elle est une commune du pôle principal,. Cette aire, qui regroupe 23 communes, est catégorisée dans les aires de moins de 50 000 habitants,.

### Occupation des sols
L'occupation des sols de la commune, telle qu'elle ressort de la base de données européenne d’occupation biophysique des sols Corine Land Cover (CLC), est marquée par l'importance des territoires artificialisés (45,3 % en 2018), en augmentation par rapport à 1990 (30,7 %). La répartition détaillée en 2018 est la suivante : 
prairies (32,5 %), zones urbanisées (28,7 %), forêts (19,1 %), zones industrielles ou commerciales et réseaux de communication (16,6 %), zones agricoles hétérogènes (3 %). L'évolution de l’occupation des sols de la commune et de ses infrastructures peut être observée sur les différentes représentations cartographiques du territoire : la carte de Cassini (XVIIIe siècle), la carte d'état-major (1820-1866) et les cartes ou photos aériennes de l'IGN pour la période actuelle (1950 à aujourd'hui).

### Morphologie urbaine
La commune est constituée par plusieurs quartiers :
- Le Centre : 
Partie centrale de la ville. Comportant la gare de Mont-Saint-Martin, l'hôpital de Mont-Saint-Martin (Groupe SOS), l'hôtel de Police de l'agglomération de Longwy, les écoles Jules-Ferry, la vieille église romane du XIIe siècle, les anciens lavoirs, l'église Saint-Barthélemy.

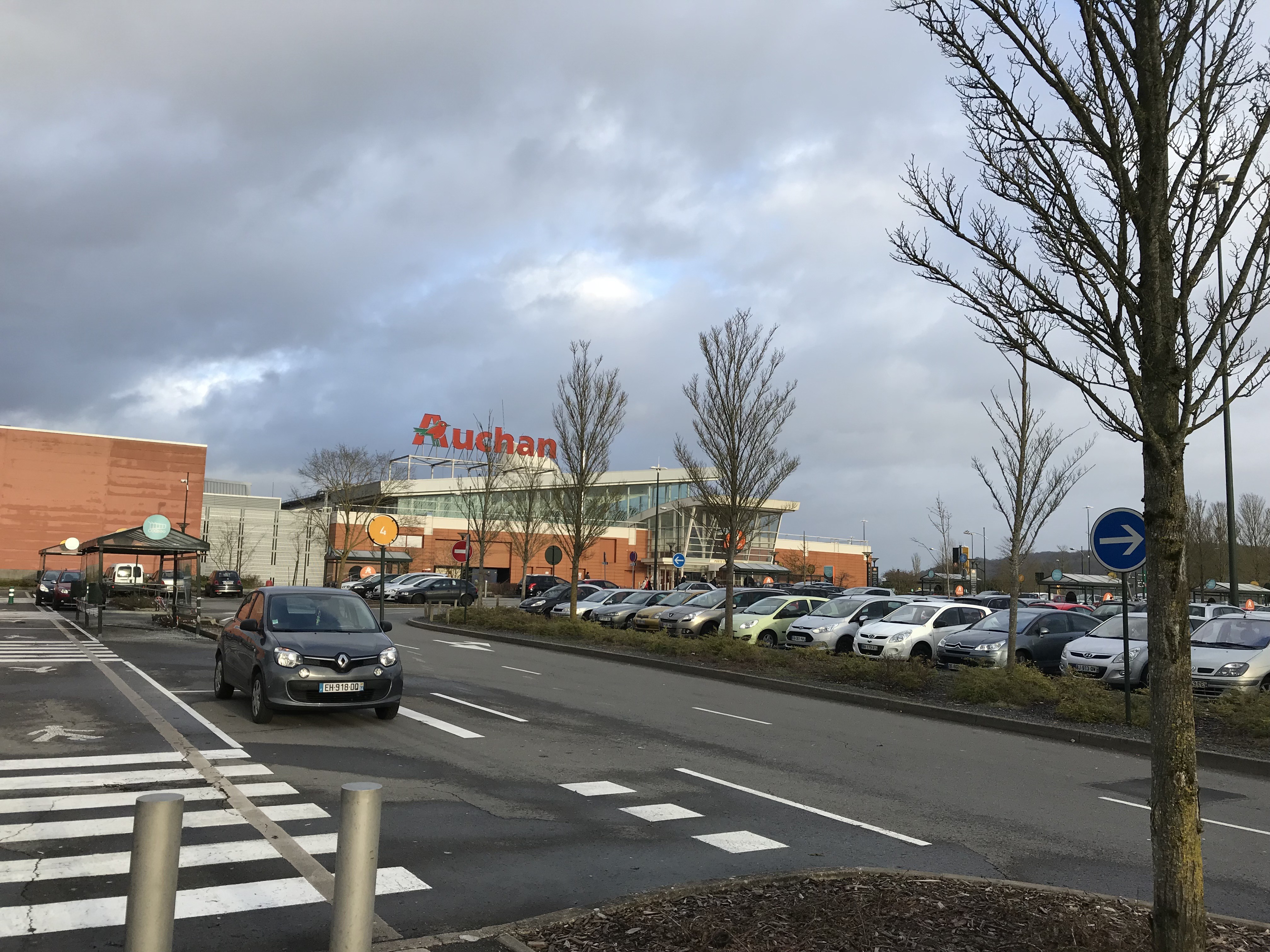
Le centre commercial au Val-Saint-Martin.

- Le Val-Saint-Martin : 
Partie basse de la ville. Il s'agit du nouveau quartier de la ville, le quartier du Val-Saint-Martin abrite l'hôtel de ville, le centre commercial et de nombreuses infrastructures comme notamment les écoles maternelles Jean-Macé et Jean-de-la-Fontaine, les écoles élémentaires Albert-Iehlen et Jean-de-la-Fontaine, le collège Anatole-France, la médiathèque, le centre de loisirs Monique-Miconi, l'espace Jeunesse Mohammed-Rachek, la salle des sports, ou le centre commercial des Bleuets.
Actuellement en quartier prioritaire de la politique de la ville, ce grand ensemble comptait 2 768 habitants en 2013[21].
- Le Plateau : 
Partie haute de la ville. Le Plateau est un petit quartier connu pour son complexe sportif (Les Terres de Mercy), ainsi que pour son parcours de santé situé en forêt. Le quartier comprend aussi l'école maternelle et élémentaire Marie-Lozillon, ainsi que le centre de loisirs Jean-Pierre-Bienaimé.
- Piedmont :
Ancienne commune rattachée en 1810  à Mont-Saint-Martin[22], Piedmont se situe sur des collines, et est principalement constituée de pavillons. Le quartier de Piedmont est dominé par un viaduc éponyme  de la RN 52, reliant Nancy/Metz (autoroute A30) à la Belgique et au Luxembourg.
- Le parc municipal Brigidi : 
D’une surface de 12 hectares, il constitue l‘un des plus grands parcs transfrontalier. Aménagé d‘allées, d‘un auditorium, de jeux pour enfants et d’un terrain multisport, cet espace de verdure comprenant un plan d’eau est le poumon de la cité et surtout un lien entre les différents quartiers de la ville[23].

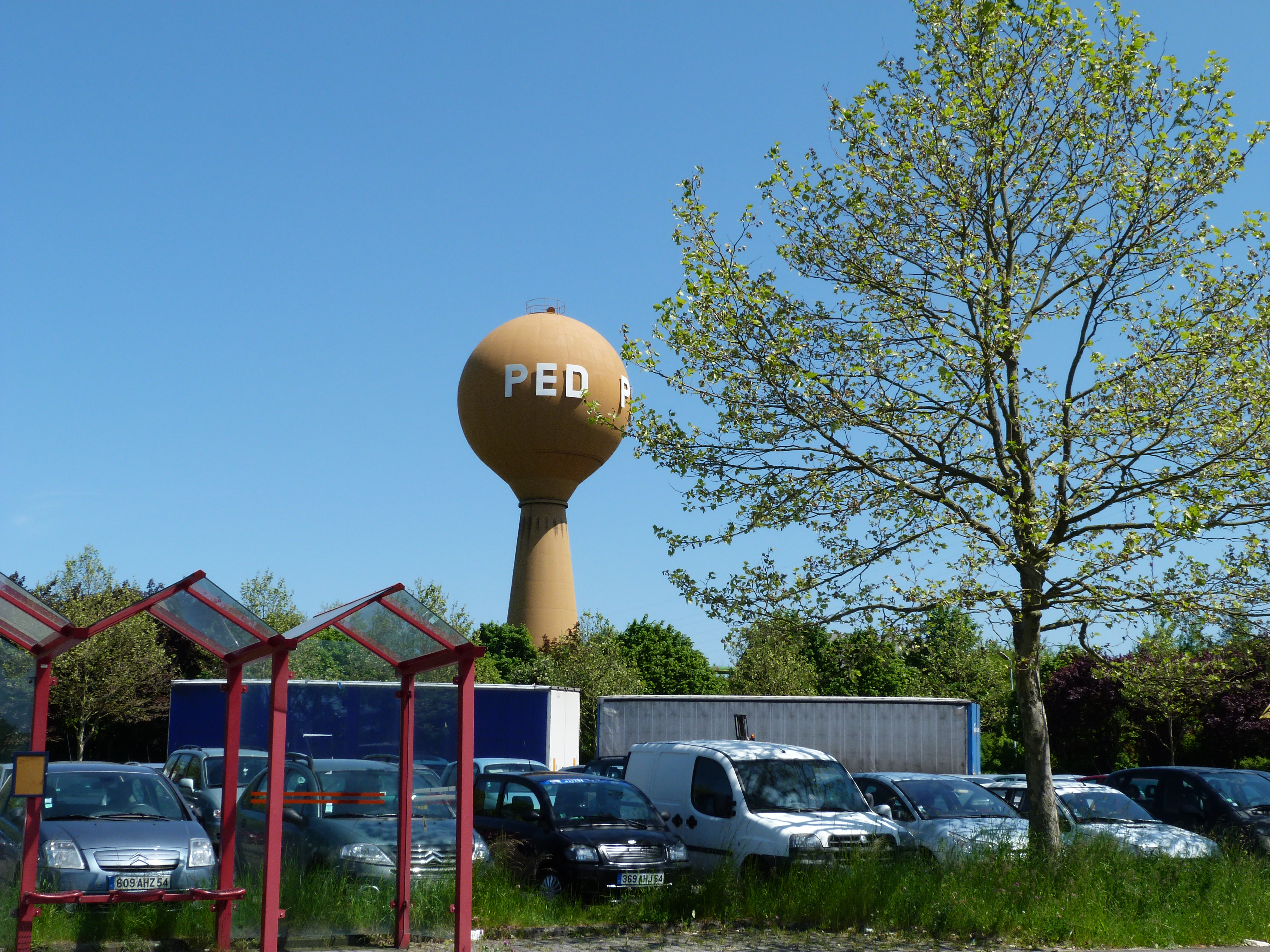
Le château d'eau.

- Le Pôle Européen de Développement (P.E.D.) : 
Mont-Saint-Martin, en tant que ville frontalière, partage cette zone avec les localités voisines d'Athus (Belgique) et de Rodange (Luxembourg), nommée le Pôle Européen de Développement le long de l'avenue de l'Europe.
Cette zone est très fréquentée notamment grâce à la présence du Pôle Europe, vaste parc d'activité commerciale (PAC) divisé en 5 zones dont 3 déjà en activité (comportant un grand centre commercial, de nombreuses boutiques, des restaurants, etc.).

### Habitat et logement
En 2020, le nombre total de logements dans la commune était de 3 638, alors qu'il était de 3 452 en 2015 et de 3 394 en 2010.
Parmi ces logements, 94,2 % étaient des résidences principales, 0,3 % des résidences secondaires et 5,5 % des logements vacants. Ces logements étaient pour 59,8 % d'entre eux des maisons individuelles et pour 39,9 % des appartements.
Le tableau ci-dessous présente la typologie des logements à Mont-Saint-Martin en 2020 en comparaison avec celle de Meurthe-et-Moselle et de la France entière. Une caractéristique marquante du parc de logements est ainsi une proportion de résidences secondaires et logements occasionnels (0,3 %) inférieure à celle du département (2,1 %) et à celle de la France entière (9,7 %). Concernant le statut d'occupation de ces logements, 39,2 % des habitants de la commune sont propriétaires de leur logement (40,6 % en 2015), contre 57,3 % pour la Meurthe-et-Moselle et 57,5 pour la France entière.
| Typologie                                               | Mont-Saint-Martin | Meurthe-et-Moselle | France entière |
| ------------------------------------------------------- | ----------------- | ------------------ | -------------- |
| Résidences principales (en %)                           | 94,2              | 88,6               | 82,1           |
| Résidences secondaires et logements occasionnels (en %) | 0,3               | 2,1                | 9,7            |
| Logements vacants (en %)                                | 5,5               | 9,3                | 8,2            |

### Voies de communications et transports
La ville est desservie par 
- D 918a vers Longwy[24].
- RN 883 vers Aubange.

Elle est limitée au sud par la ligne de Longuyon à Mont-Saint-Martin (vers Athus), mais la station de chemin de fer la plus proche est la gare de Longwy desservie par les trains du réseau TER Grand Est (lignes de Longwy à Metz-Ville, à Nancy-Ville, à Reims et à Charleville-Mézières) et des trains Regional-Express (RE) des CFL à destination de Luxembourg (ligne 70).

## Toponymie

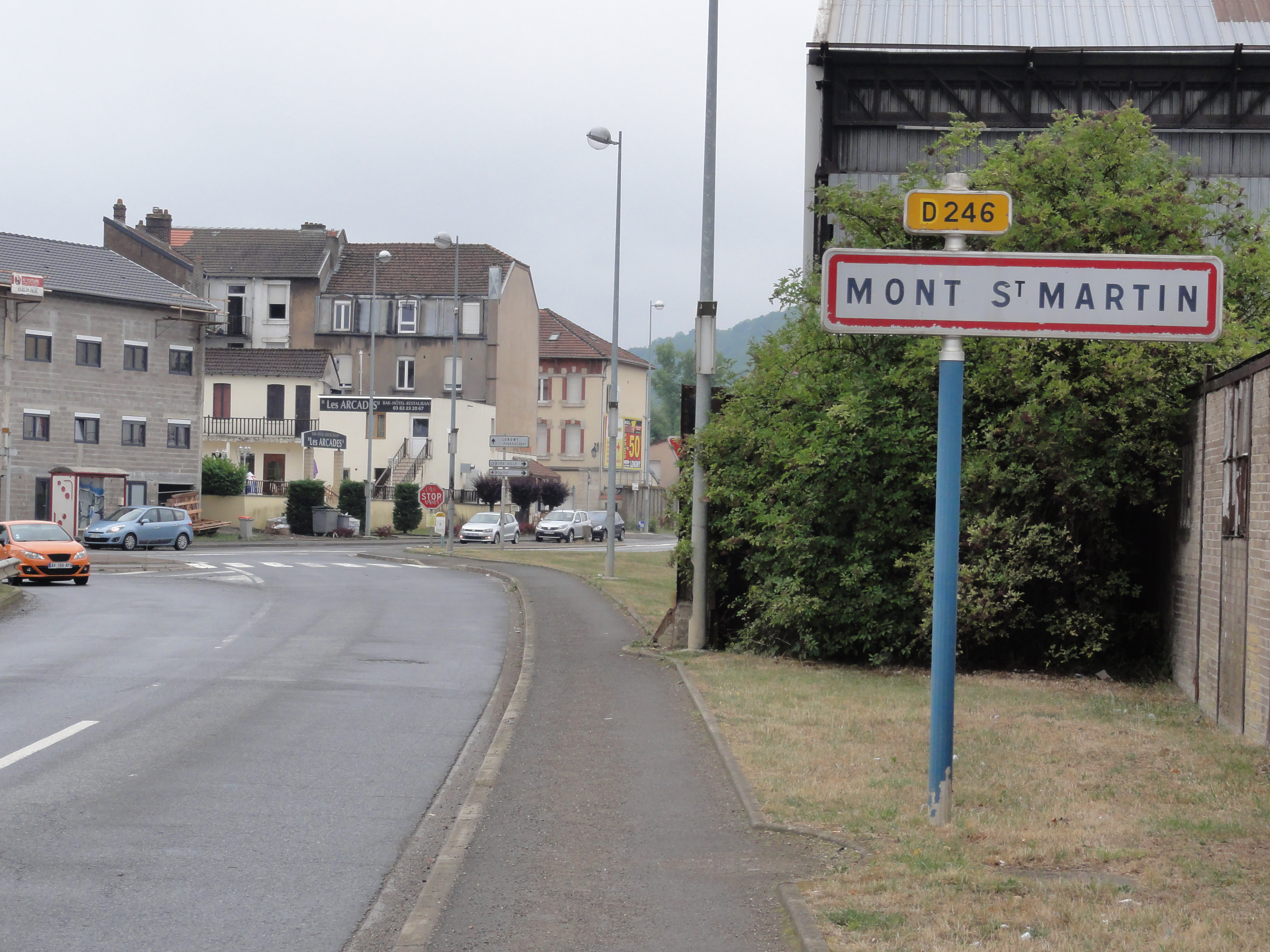
Entrée de Mont-Saint-Martin.

Le nom de la localité est attesté sous la forme Mons sancti Martini (1096).

Mäertesbierg en luxembourgeois, Martinsberg en allemand.
Mont-Saint-Martin est un hagiotoponyme associé à un (saint) dédicataire d'un établissement religieux, à l'origine un prieuré, qui y a été fondé par Martin vers 652, « dux de Champagne », compagnon de Pépin de Herstal, en lutte contre Ébroïn (maire du palais) de Neustrie.
Mais une pieuse légende veut qu’au IVe siècle, saint Martin, le grand évêque de Tours, lors de son voyage à Trèves dans les années 385-386, rendant visite à Priscillien, se soit arrêté dans la région et ait fait édifier sur le mont qui porta son nom par la suite, l'actuelle « Vieille Église ».

## Histoire

### Antiquité
À la période gallo-romaine, Mont-Saint-Martin se trouve au carrefour des deux voies romaines menant respectivement aux camps du Titelberg et de Virton[réf. nécessaire].

### Moyen Âge
Le 10 mai 1096, Albert de Dagsbourg, comte de Musau, de Metz et de Longwy fonde le Prieuré de Mont-Saint-Martin, qui est abandonné par la Communauté religieuse au cours du XIIIe siècle,
La tradition orale nous apprend que ce site aurait été occupé dès le Haut Moyen Âge à une époque voisine de l'implantation du prieuré Saint-Martin.

### Temps modernes
L'ancien cimetière autour de l'église prieurale sert aux habitants de Longwy jusqu'en 1638.

### Révolution française et Empire
En 1789, le prieuré devient propriété nationale. En 1855, il est racheté par la baronne d’Adelsward avant d’appartenir à la Société des aciéries de Longwy,.
Le village avait pour annexes le village de Piedmont, les fermes de la Folie et de Bellevue et l'ancien ermitage de Saint-Remy. Piedmont est rattaché à Mont-Saint-Martin en 1812.

### Époque contemporaine
En 1863, la Compagnie des chemins de fer des Ardennes, met en service la gare de Mont-Saint-Martin sur la ligne de Longuyon à Mont-Saint-Martin (vers Athus), exploitée  par la Grande compagnie du Luxembourg en application de la convention internationale du 20 septembre 1860, une ligne internationale électrifiée en 1955 et qui a été longtemps parcourue par les trains Paris-Est - Luxembourg (via Reims et Sedan),
En juin 1880, les principaux maîtres de forge du bassin de Longwy, messieurs Labbé, d'Adelsward, Raty, d'Huart et de Saintignon, se regroupent pour fonder l'usine de Mont-Saint-Martin et constituent ainsi la Société des Aciéries de Longwy. Cette société regroupe les usines de Port-Sec et du Prieuré (1865), comprenant chacune trois hauts-fourneaux : sept à Mont-Saint-Martin situés de part et d'autre de la voie ferrée Longwy-Luxembourg au Port-Sec (numérotés 1 à 3) et au Prieuré (numérotés 4, 5, 6 et 8), ainsi que deux à Moulaine (numérotés 7 et 9).
La ligne Longwy - Gouraincourt  - Mont-Saint-Martin du tramway de Longwy est mise en service en 1901.
Le 21 août 1914, au début de la Première Guerre mondiale, l'armée allemande exécute 16 civils et détruit 76 bâtiments. Les unités en cause sont les 121e et 122e RI -Régiment d'Infanterie. Ces événements font partie des atrocités allemandes en 1914.

Mont-Saint-Martin au tout début du XXe siècle
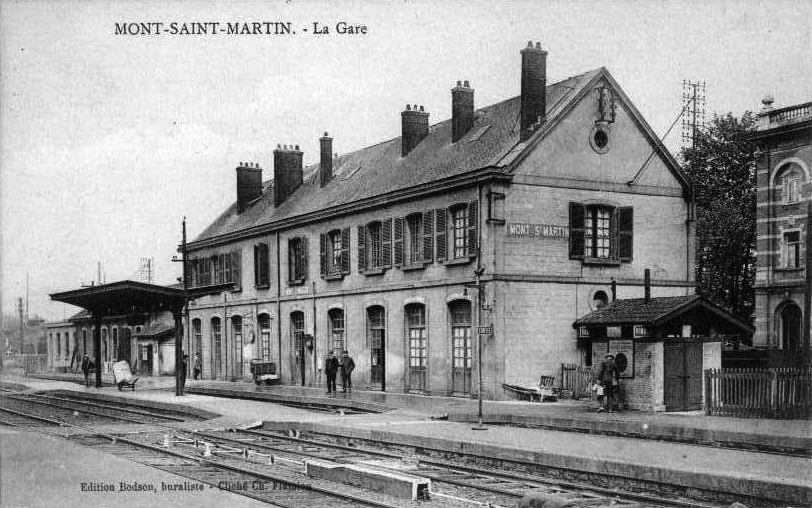
La gare.
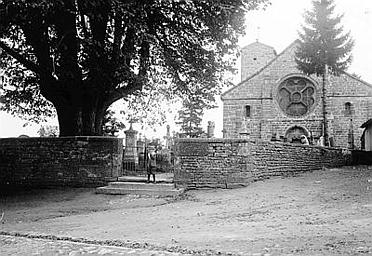
L'église Saint-Martin[37].
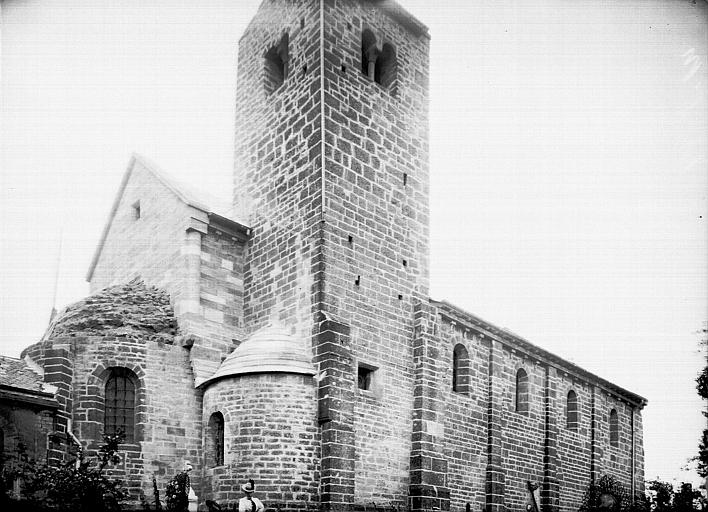
Église - Côté nord-est[38].
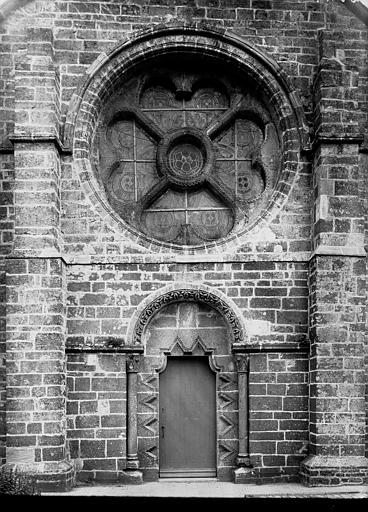
Portail ouest et rose de l'église Saint-Martin[39].
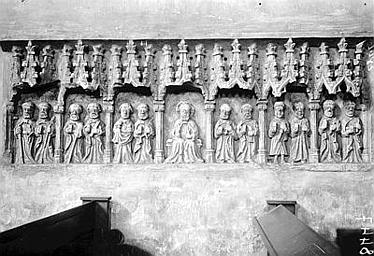
Bas-relief : le Christ et les douze apôtres[40].

Arrêtée pendant la Première Guerre mondiale, la production reprend dès juillet 1919 avec la remise à feu du premier haut-fourneau de Moulaine, puis de quatre autres à Mont-Saint-Martin. Le haut-fourneau no 6 est réactivé en 1923 (ou 1924), le haut-fourneau no 1 en 1925. À la veille de la Seconde Guerre mondiale, la société dispose toujours d'un groupe de neuf hauts-fourneaux.
Le tramway de Longwy est remis en service en 1923, et remplacé en 1936 par un service d'autobus et fut remplacé par un service d'autobus

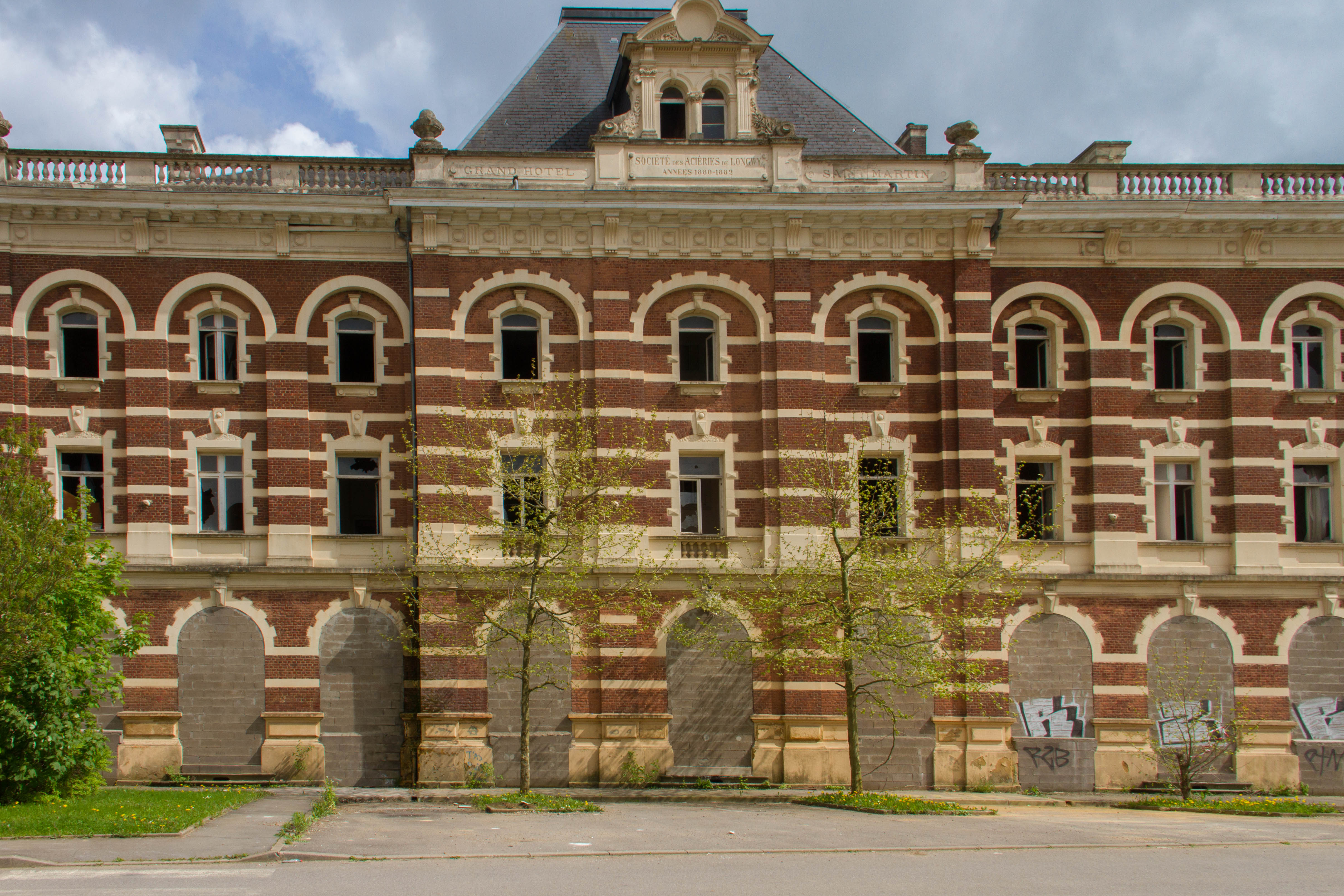
Le Grand Hôtel, bureaux des Aciéries de Longwy[44].
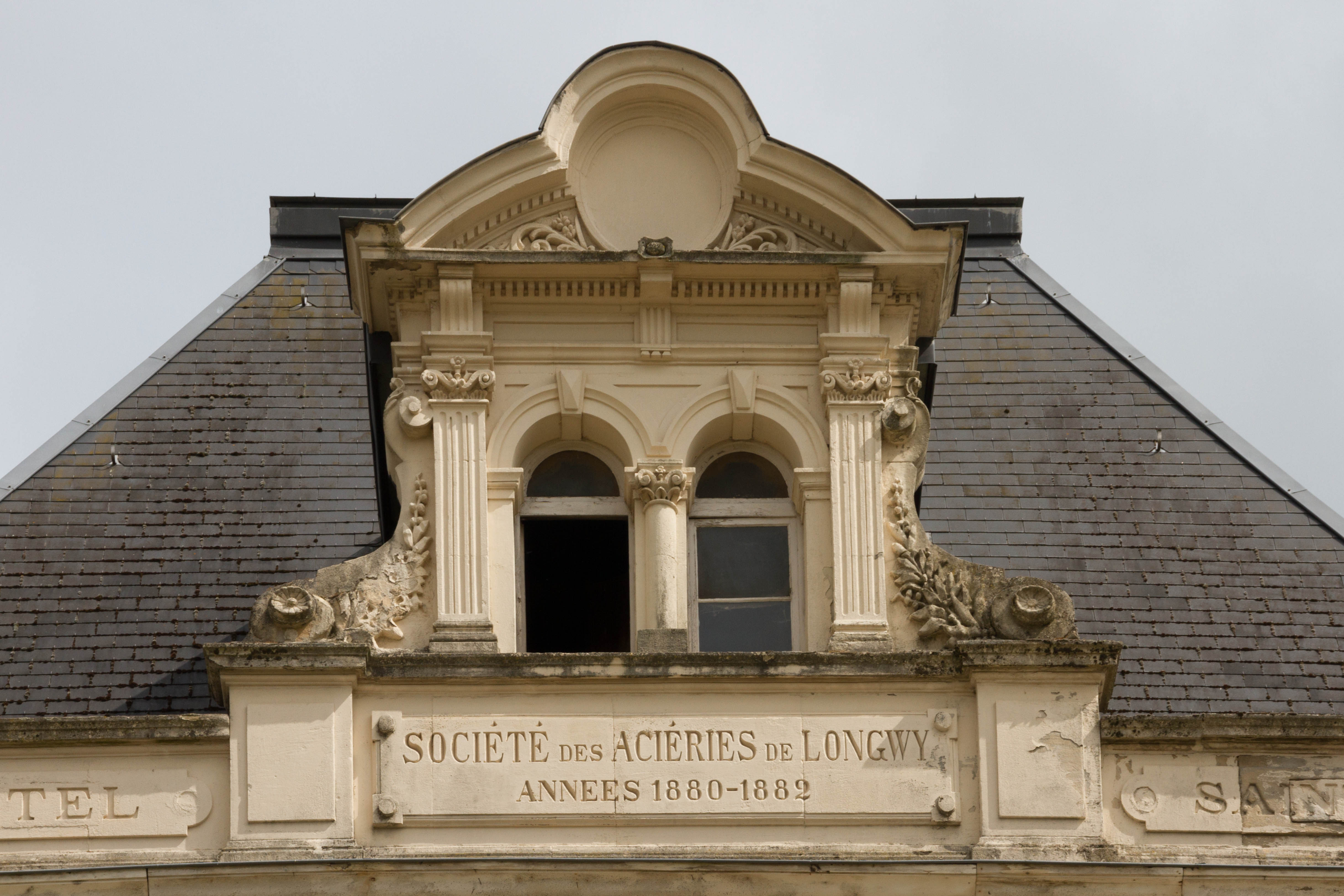
Fronton du Grand Hôtel, aux armes de la Société des aciéries.

Étienne Roch, gendarme, officier commandant le point de contrôle frontalier de Mont-Saint-Martin, a été admis parmi les Justes parmi les nations de France pour avoir fait évader des Juifs persécutés par le régime nazi et le gouvernement de Vichy internés au camp des Milles  puis les conduire jusqu'à la frontière avec la Belgique, qu'il leur fit passer clandestinement. Remise de la médaille de Justes parmi les nations le 1 mars 1990,,.
Le bâtiment voyageurs de la gare de Mont-Saint-Martin est démoli en 1984. Une passerelle piétonne a été édifiée à l'emplacement de l'ancienne gare.
Une seule et unique modification administrative est intervenue pour la commune de Mont-Saint-Martin depuis 1930, à savoir Mont-Saint-Martin cède des parcelles à Longlaville (4 hectares), cela a eu lieu le 7 août 2005.
En 1960, il n'existe plus que deux hauts-fourneaux en état de marche à Mont-Saint-Martin (les 2 et 3) ; ils sont équipés de 5 appareils Cowpers et l'ensemble a une capacité mensuelle de 27 000 tonnes de fonte Thomas. En 1966, le haut-fourneau no 2 est arrêté, suivi du haut-fourneau no 3 en 1967.

## Politique et administration

### Rattachements administratifs et électoraux

#### Rattachements administratifs
La commune se trouve  dans l'arrondissement de Briey du département de Meurthe-et-Moselle.
Elle faisait partie de 1793 à 1973  du canton de Longwy, date à laquelle elle devient le chef-lieu du canton de Mont-Saint-Martin. Dans le cadre du redécoupage cantonal de 2014 en France, cette circonscription administrative territoriale a disparu, et le canton n'est plus qu'une circonscription électorale.

#### Rattachements électoraux
Pour les élections départementales, la commune est depuis 2014 le bureau centralisateur d'un nouveau canton de Mont-Saint-Martin
Pour l'élection des députés, elle fait partie de la troisième circonscription de Meurthe-et-Moselle.

### Intercommunalité
La commune est membre de la communauté d'agglomération dénommée depuis 2021 Grand Longwy Agglomération, un établissement public de coopération intercommunale (EPCI) à fiscalité propre créé en 2017 sous le nom de communauté d'agglomération de Longwy par transformation de la  communauté de communes de l'Agglomération de Longwy  et auquel la commune a transféré un certain nombre de ses compétences, dans les conditions déterminées par le code général des collectivités territoriales.
Cette communauté de commune avait elle-même été créée en 2002 par transformation d'un district constitué en 1960 dont était déjà membre la commune.
La commune est également membre de l'Agglomération transfrontalière du pôle européen de développement.

### Élections municipales et communautaires

#### Élections les plus récentes
Lors du premier tour des élections municipales de 2014 en Meurthe-et-Moselle, la liste PCF-FG menée par le maire sortant Serge De Carli obtient la majorité absolue des suffrages exprimés, avec 1 317 voix (65,03 %, 24 conseillers municipaux élus dont 5 communautaires), devançant très largement celle PS menée par Christophe Giovanardi (708 voix, 34,96 %, 5 conseillers municipaux élus dont 1 communautaire).
Lors de ce scrutin, 48,46 % des électeurs se sont abstenus.
Au premier tour des élections municipales de 2020 en Meurthe-et-Moselle, la liste DVG menée par le maire sortant Serge De Carli obtient la majorité absolue des suffrages exprimés, avec 1 082 voix (65,02 %, 24 conseillers municipaux élus dont 6 communautaires), devançant très largement celle, également DVG, menée par Christophe Giovanardi  (582 voix, 34,97 %, 5 conseillers municipaux élus, dont  1 communautaire).
Lors de ce scrutin, marqué par la pandémie de Covid-19 en France, 60,75 % des électeurs se sont abstenus.

#### Liste des maires

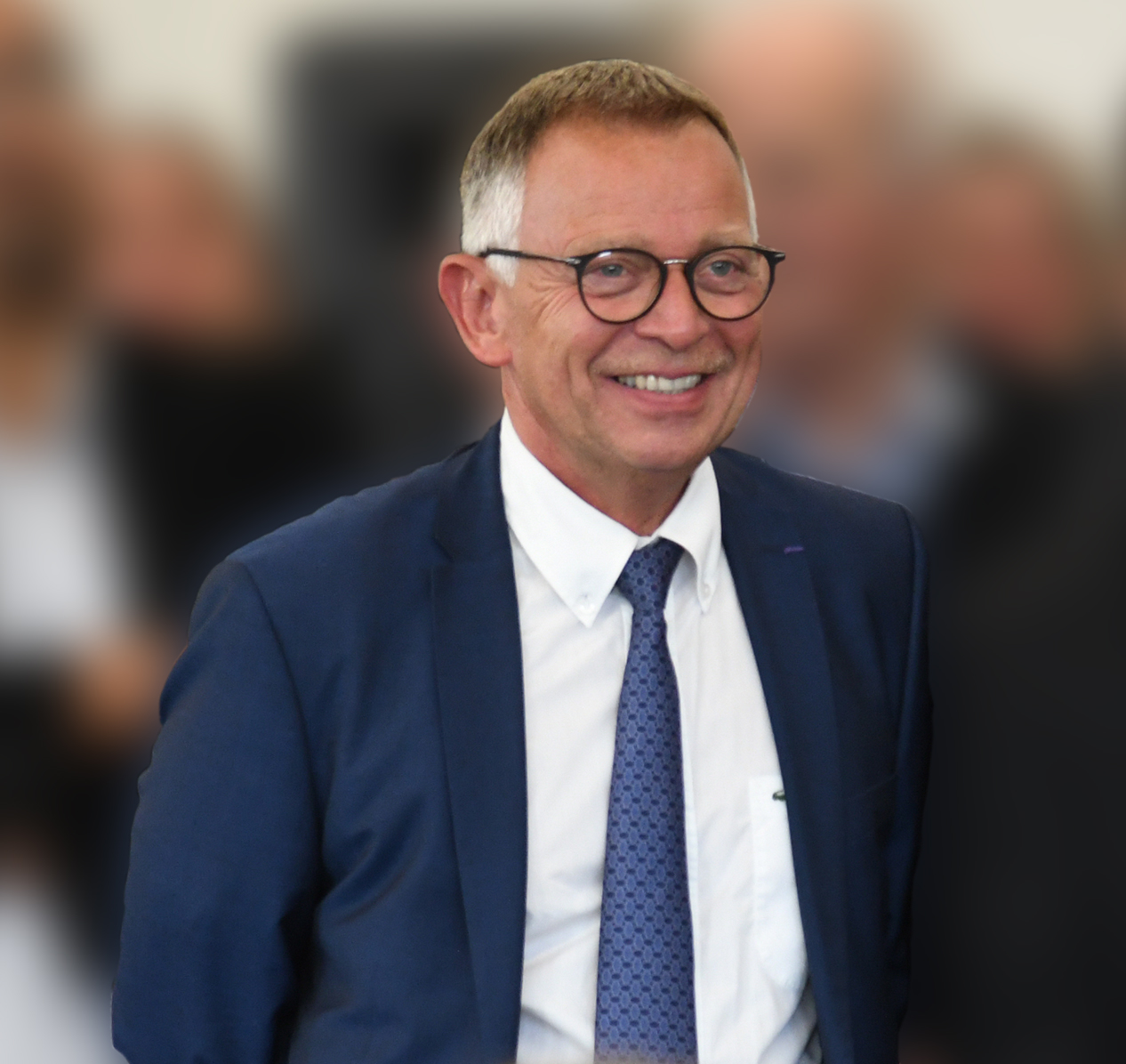
Serge de Carli.

| Période                                  | Période                   | Identité          | Étiquette | Qualité |
| ---------------------------------------- | ------------------------- | ----------------- | --------- | --- |
| Les données manquantes sont à compléter. |                           |                   |           | |
| mars 1977                                | 20 juin 2004              | Frédéric Brigidi, | PCF       | Ajusteur Conseiller général de Mont-Saint-Martin (1976 → 2001) Président du SIAAL (1991 → 2014) |
| 20 juin 2004                             | En cours (au 6 juin 2023) | Serge De Carli    | PCF       | Directeur d'école Conseiller général puis départemental de Mont-Saint-Martin (2008 → ) Président de la CA Grand Longwy Agglomération (2020 → ) Vice-président du Pôle métropolitain frontalier (2020 → 2021) Réélu pour le mandat 2020-2026, |

### Autres élections
Lors du premier tour de l'élection présidentielle de 2017, les quatre premiers candidats sont Jean-Luc Mélenchon (34,77 % des suffrages exprimés), Marine Le Pen (21,33 %), Emmanuel Macron (21,08 %) et François Fillon (9,10 %).
Au second tour, le candidat élu Emmanuel Macron obtient 1 703 voix (69,26 %) et Marine Le Pen 756 voix (30,74 %), lors d'un scrutin où33,36 % des électeurs se sont abstenus.
Lors du premier tour de l'élection présidentielle de 2022, les quatre premiers candidats sont Jean-Luc Mélenchon (40,75 % des suffrages exprimés), Marine Le Pen (21,79 %), Emmanuel Macron (20,62 %) et Éric Zemmour (4,45 %).
Au second tour, le candidat élu Emmanuel Macron obtient 1 397 voix (61,11 %) et Marine Le Pen 889 voix (38,89 %) lors d'un scrutin où 40,68 % des électeurs se sont abstenus.

### Finances communales
En 2021, le budget de la commune est constitué ainsi :
- total des produits de fonctionnement : 10 385 000 €, soit 1 146 € par habitant ;
- total des charges de fonctionnement : 10 071 000 €, soit 1 111 € par habitant ;
- total des ressources d'investissement : 3 336 000 €, soit 368 € par habitant ;
- total des emplois d'investissement : 3 539 000 €, soit 390 € par habitant ;
- endettement : 61 712 000 €, soit 681 € par habitant.

Avec les taux de fiscalité suivants :
- taxe d'habitation : 20,69 % ;
- taxe foncière sur les propriétés bâties : 32,82 % ;
- taxe foncière sur les propriétés non bâties : 18,14 % ;
- taxe additionnelle à la taxe foncière sur les propriétés non bâties : 0,00 % ;
- cotisation foncière des entreprises : 0,00 %.

Chiffres clés Revenus et pauvreté des ménages en 2020 : médiane en 2020 du revenu disponible, par unité de consommation : 17 170 €.

### Distinctions et labels
En 2010, la commune de Mont-Saint-Martin a été récompensée par le label « Ville Internet @@ ».

### Jumelages
- Montecopiolo (Italie) depuis 2006[59].

## Équipements et services publics
La commune abrite l'hôpital et le commissariat de Police de l'agglomération de Longwy.
L'Espace polyvalent Aimé-Césaire est inauguré le 28 septembre 2019

### Enseignement
Établissements d'enseignements :
- Écoles maternelles et primaires,
- Collèges à Mont-Saint-Martin, Longwy, Longlaville,
- Lycées à Mont-Saint-Martin, Longwy, Longlaville.

### Santé
Professionnels et établissements de santé[Quand ?] :
- Médecins à Mont-Saint-Martin, Longlaville, Herserange, Longwy,
- Pharmacies à Mont-Saint-Martin, Longlaville, Herserange, Longwy,
- Hôpitaux à Mont-Saint-Martin, Villerupt, Longuyon, Algrange.

## Population et société

### Démographie

#### Évolution démographique
L'évolution du nombre d'habitants est connue à travers les recensements de la population effectués dans la commune depuis 1793. Pour les communes de moins de 10 000 habitants, une enquête de recensement portant sur toute la population est réalisée tous les cinq ans, les populations de référence des années intermédiaires étant quant à elles estimées par interpolation ou extrapolation. Pour la commune, le premier recensement exhaustif entrant dans le cadre du nouveau dispositif a été réalisé en 2007.

En 2022, la commune comptait 9 282 habitants, en évolution de +7,91 % par rapport à 2016 (Meurthe-et-Moselle : −0,13 %, France hors Mayotte : +2,11 %).
| 1793 | 1800 | 1806 | 1821 | 1836 | 1841 | 1861 | 1866 | 1872  |
| ---- | ---- | ---- | ---- | ---- | ---- | ---- | ---- | ----- |
| 230  | 232  | 235  | 603  | 760  | 743  | 715  | 928  | 1 202 |

| 1876  | 1881  | 1886  | 1891  | 1896  | 1901  | 1906  | 1911  | 1921  |
| ----- | ----- | ----- | ----- | ----- | ----- | ----- | ----- | ----- |
| 1 337 | 1 682 | 1 678 | 1 863 | 2 440 | 2 956 | 3 290 | 4 558 | 4 410 |

| 1926  | 1931  | 1936  | 1946  | 1954  | 1962  | 1968   | 1975   | 1982   |
| ----- | ----- | ----- | ----- | ----- | ----- | ------ | ------ | ------ |
| 5 770 | 6 182 | 5 010 | 4 280 | 5 811 | 7 034 | 10 035 | 11 556 | 10 419 |

| 1990  | 1999  | 2006  | 2007  | 2012  | 2017  | 2022  | - | - |
| ----- | ----- | ----- | ----- | ----- | ----- | ----- | - | - |
| 8 660 | 8 241 | 8 099 | 8 078 | 7 936 | 8 807 | 9 282 | - | - |

#### Pyramide des âges
La population de la commune est relativement jeune. En 2018, le taux de personnes d'un âge inférieur à 30 ans s'élève à 39,1 %, soit un taux supérieur à la moyenne départementale (36,8 %). Le taux de personnes d'un âge supérieur à 60 ans (21,9 %) est inférieur au taux départemental (25,4 %).
En 2018, la commune comptait 4 347 hommes pour 4 606 femmes, soit un taux de 51,43 % de femmes, identique au taux départemental (51,43 %).
Les pyramides des âges de la commune et du département s'établissent comme suit :
| Hommes | Classe d’âge | Femmes |
| ------ | ------------ | ------ |
| 0,4    | 90 ou +      | 1,2    |
| 7,2    | 75-89 ans    | 8,4    |
| 11,8   | 60-74 ans    | 14,6   |
| 19,1   | 45-59 ans    | 18,0   |
| 20,6   | 30-44 ans    | 20,4   |
| 18,0   | 15-29 ans    | 16,7   |
| 22,8   | 0-14 ans     | 20,6   |

| Hommes | Classe d’âge | Femmes |
| ------ | ------------ | ------ |
| 0,6    | 90 ou +      | 1,8    |
| 6,6    | 75-89 ans    | 9,3    |
| 16,2   | 60-74 ans    | 17,4   |
| 19,5   | 45-59 ans    | 18,9   |
| 18,9   | 30-44 ans    | 18     |
| 20,6   | 15-29 ans    | 18,9   |
| 17,6   | 0-14 ans     | 15,6   |

### Cultes
- Culte catholique, Paroisse Saint Martin de Longwy[66],[67].

## Culture locale et patrimoine

### Lieux et monuments

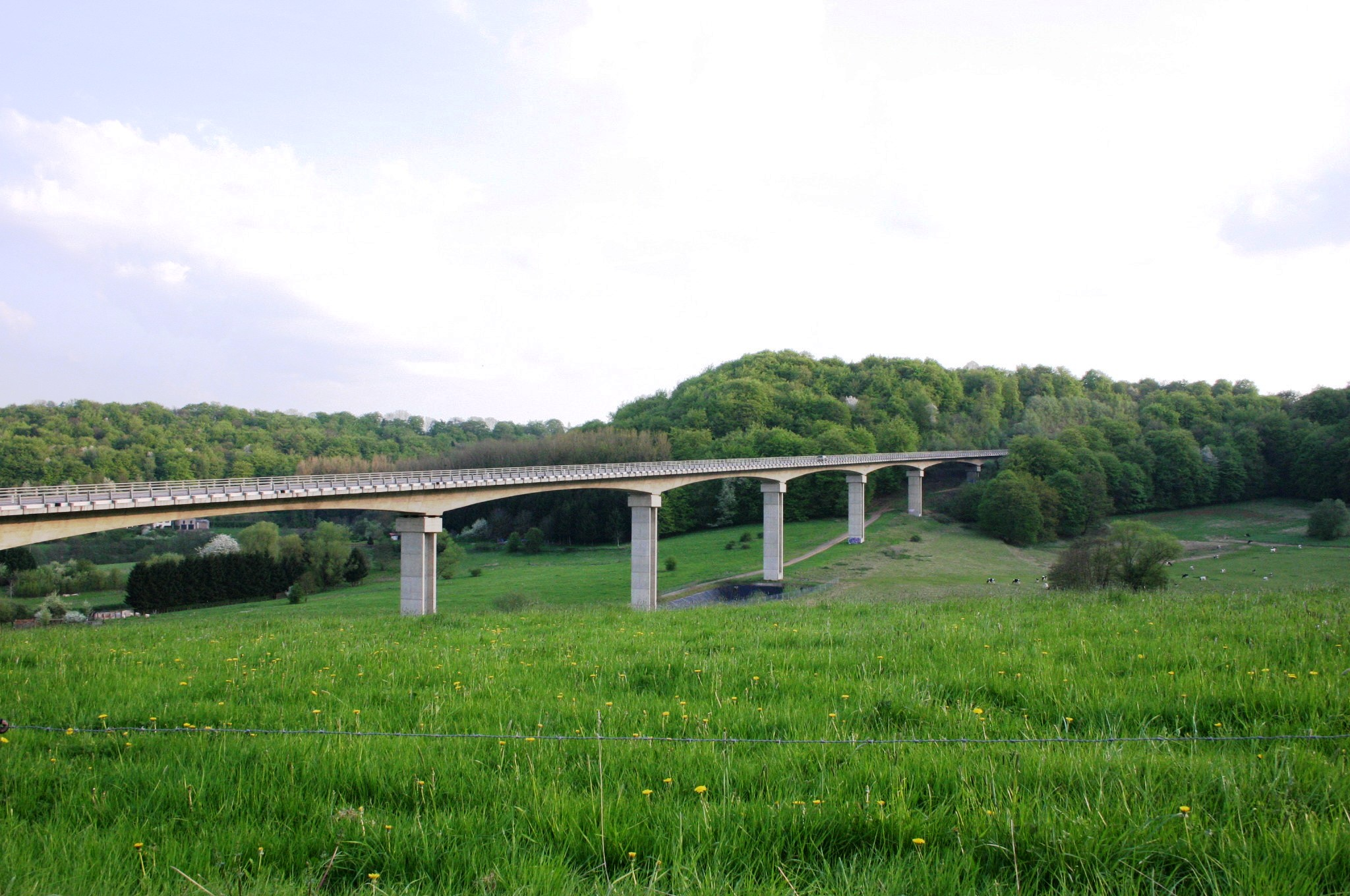
Le viaduc de Piedmont.

La ville possède un patrimoine de peintures, fresques, sculptures, etc. dont : une sculpture de Christian Lapie ("L'homme, arbre de Liberté", quartier de Piedmont), un portait de Jean Ferrat réalisé au fusain par Ernest Pignon-Ernest, une sculpture d'Amilcar Zannoni ("Murmures", quartier du Val-Saint-Martin), diverses œuvres des artistes plasticiens Thierry Devaux et Laurent Nunziatini, des fresques murales réalisées par Claude et Camille  Semelet ("Résistance, quartier du Centre), Nicolas Venzi (portraits d'Aimé Césaire, Parc Municipal F. Brigidi)
Une inscription gallo-romaine du IIIe siècle est encastrée dans le chœur de l'ancienne église.
Un château d'industriel, dit « château Dreux », est construit en 1890 pour Alexandre Dreux, directeur général de la société des aciéries de Longwy. Racheté par la mairie de Mont-Saint-Martin en 1987, il a été depuis revendu à la famille Delposen.
À l’ouest se trouve le viaduc de Piedmont sur lequel passe la RN 52 qui va à Metz.
Une église existait probablement dès le VIe siècle.
Le prieuré Saint-Martin,, et l’église paroissiale de bénédictins, de jésuites. Mentionnée pour la première fois en 1096, l'église est reconstruite au milieu du XIIe siècle et voûtée ou revoûtée vers 1200. Le prieuré de bénédictins, dépendant de l'abbaye Saint-Vanne de Verdun, donné en 1599 aux jésuites de Verdun, est reconstruit en 1753 et repercé au XIXe siècle. Une sacristie est ajoutée dans la seconde moitié XIXe siècle. L’église est restaurée à plusieurs reprises, en particulier de 1895 à 1898, de 1898 à 1904 et en 1928, puis désaffectée au profit de l'église paroissiale Saint-Barthélémy sans doute peu après la construction de celle-ci en 1929. L'église est classée au titre des monuments historiques par la liste de 1889.
L’église paroissiale Notre-Dame-de-l'Assomption est construite en 1959. Elle a remplacé une chapelle construite en 1952 derrière l'école Notre-Dame-de-l'Assomption. L’église était fermée au public depuis 2011. Sa déconstruction en 2014 a révélé différentes défaillances structurelles qui n’auraient pas permis la réhabilitation du bâtiment. Elle a depuis été remplacée par une Maison Pastorale.
L’église paroissiale Saint-Barthélémy est construite en 1929 aux frais de la société des aciéries de Longwy. Son orgue, construit en 1938 par le facteur d’orgues Edmond Alexandre Roethinger, a été déplacé de la tribune au transept et modifié par la Manufacture d'orgues Koenig,.

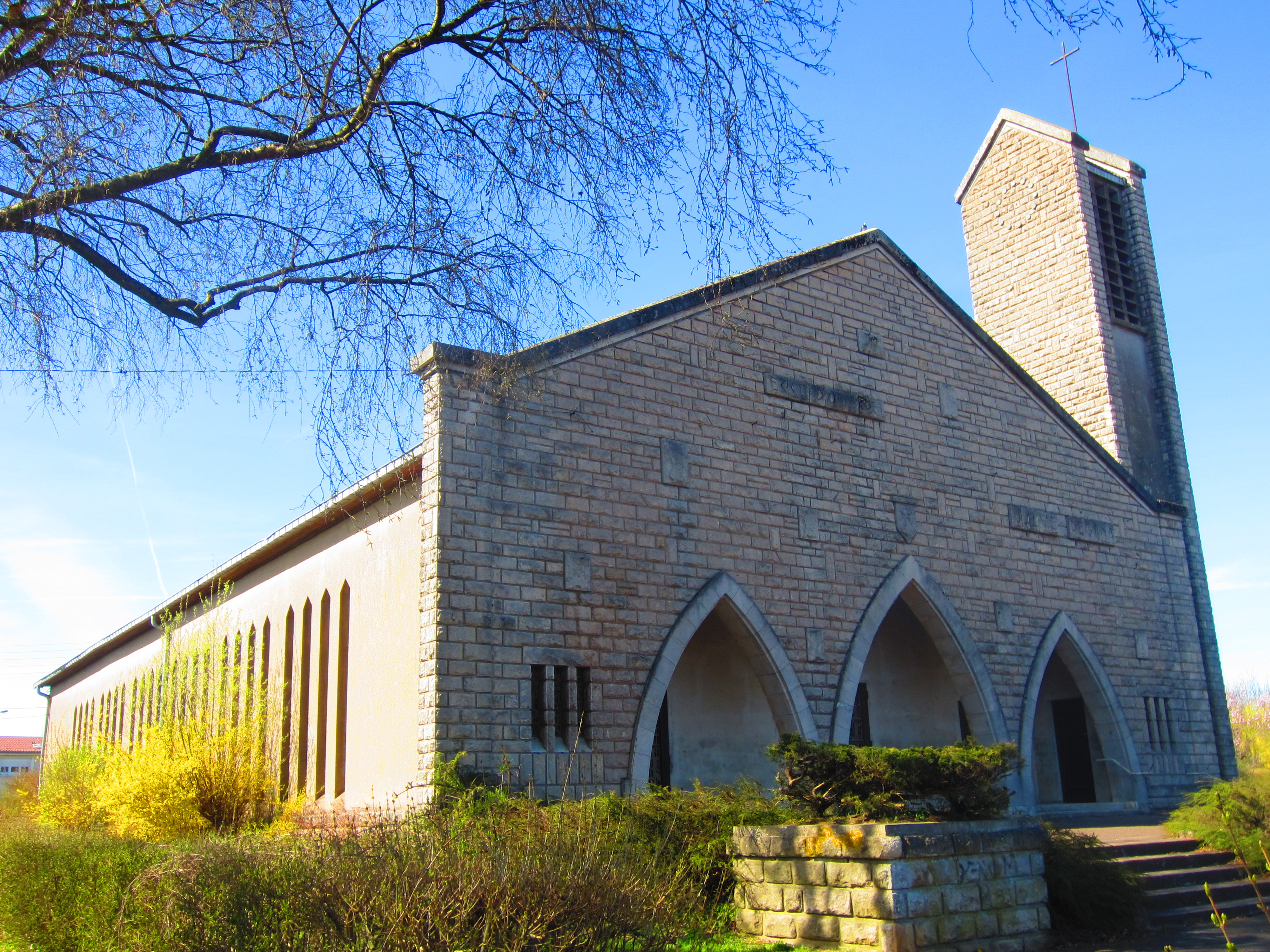
Église Notre-Dame-de-l'Assomption.
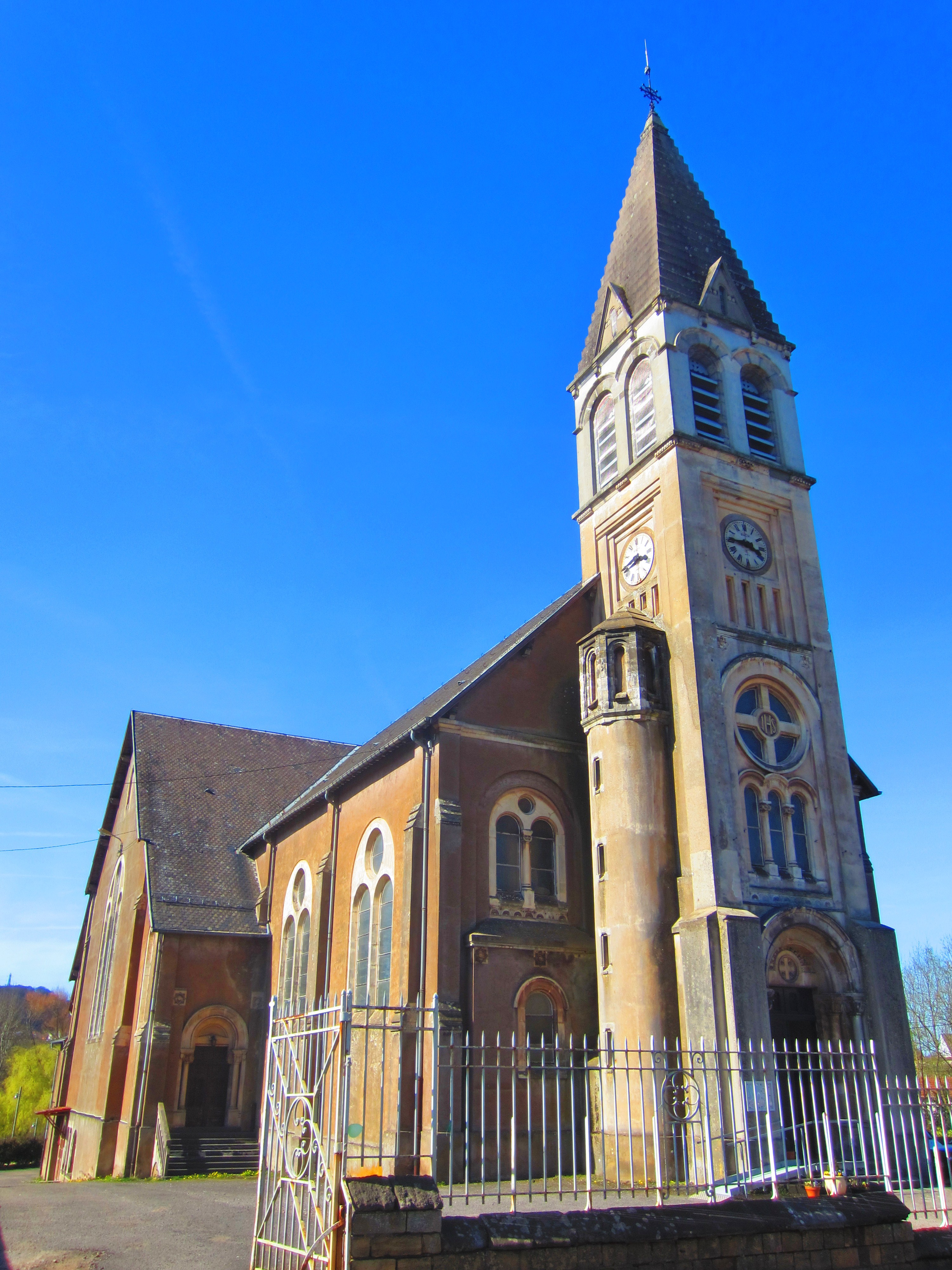
Église Saint-Barthélémy.
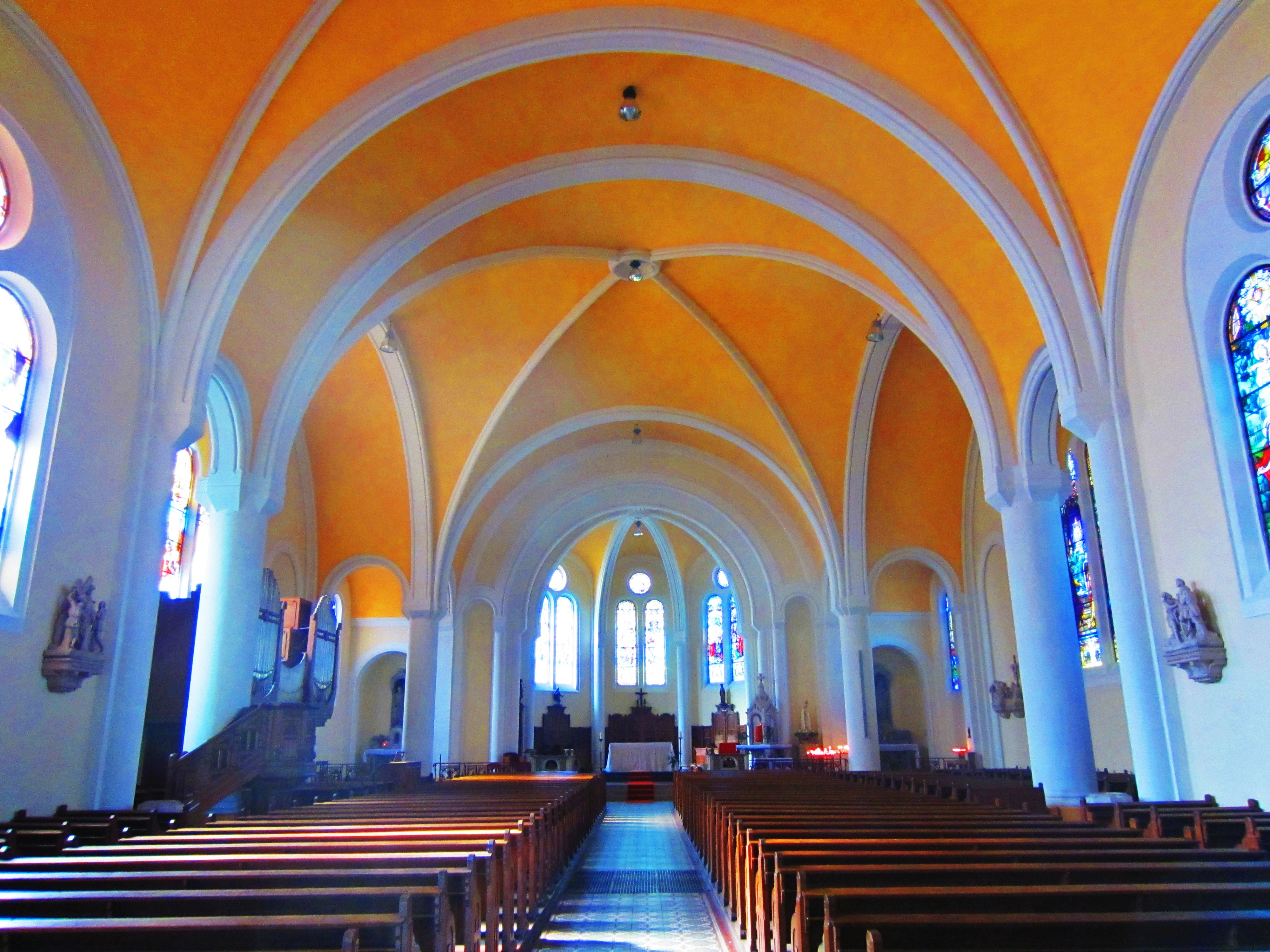
Intérieur de l'église Saint-Barthélémy.
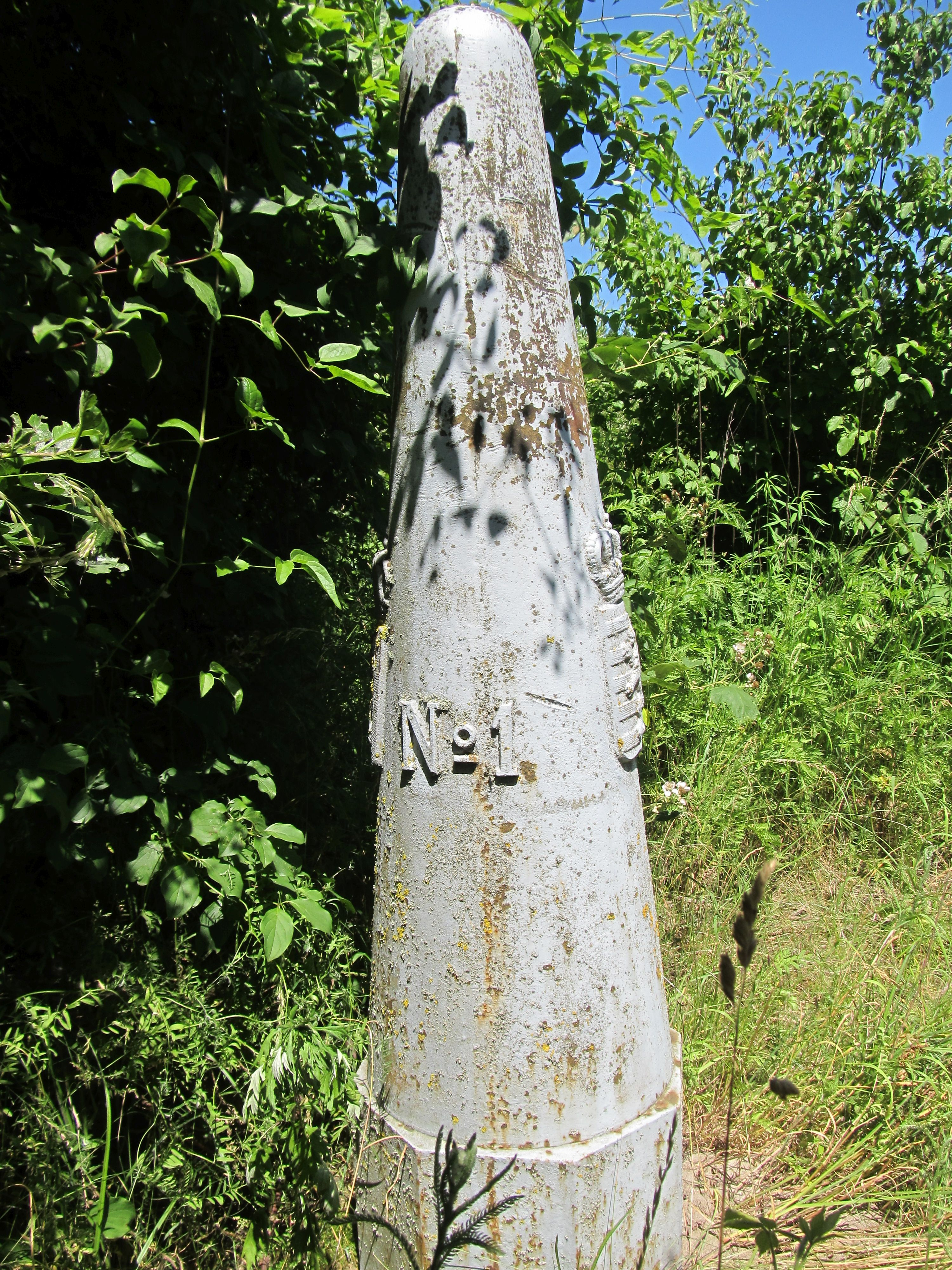
Borne frontière estampillée 1843 au tripoint.

### Personnalités liées à la commune
- Émile Baratte (1859-1928), médecin militaire né à Mont-Saint-Martin, général pendant la Première Guerre mondiale.
- Geneviève de Fontenay (1932-2023), née à Longwy. Une villa avenue de la Gare à Mont-Saint-Martin porte toujours le prénom de Geneviève. Son père travaillait en effet aux Aciéries de Longwy[81].
- Jacques Peiffer (1947-2025), né à Mont-Saint-Martin, sculpteur céramiste, philosophe de l'art.
- Martial Bourquin (1952-), né à Mont-Saint-Martin, homme politique français.
- Hubert Mingarelli (1956-2020), né à Mont-Saint-Martin, écrivain et scénariste français.
- Régine Scelles (1958-2022), psychologue clinicienne et universitaire française, née à Mont-Saint-Martin.
- Laurent Torregrossa (1964-), né à Mont-Saint-Martin, artiste plasticien franco-canadien.
- Vincent Vanoli (1966-), né à Mont-Saint-Martin, auteur de bande dessinée.
- Judith Jiguet (1972-), née à Mont-Saint-Martin, haute fonctionnaire.
- Olivier Mutis (1978-), né à Mont-Saint-Martin, joueur de tennis français.
- Illyès Salah (1987-), né à Mont-Saint-Martin, acteur français.
- Thibaut Vion (1993-), né à Mont-Saint-Martin, footballeur français.
- Steven Da Costa (1997-), né à Mont-Saint-Martin, karatéka, champion olympique en −67 kg aux jeux de Tokyo 2021.
- Sarah Schwab (2000-), née à Mont-Saint-Martin, chanteuse et imitatrice française.

### Héraldique
| Blason de Mont-Saint-Martin | Blason  | Blasonnement : écartelé : au premier d'azur (blason de Longwy) aux deux bars adossés d'or accompagnés de quatre croisettes pommetées au pied fiché d'argent, au deuxième d'argent au mont de trois coupeaux de sinople, celui du milieu sommé d'une église de sable, ouverte et ajourée du champ, accostée de deux étoiles de gueules, au troisième de sinople au haut-fourneau d'or flamboyant de gueules sur une nuée d'argent, posé sur une terrasse du même chargée d'une coulée aussi de gueules et accosté de deux roues d'engrenage aussi d'argent, au quatrième d'or à la bande de gueules chargée de trois alérions d'argent, côtoyée de deux filets ondés d'azur. |
| Blason de Mont-Saint-Martin | Détails | Le statut officiel du blason reste à déterminer. |

## Pour approfondir